# Hamburger Rugby-Club
Der Hamburger Rugby-Club (kurz HRC) ist ein vor allem im Rugby aktiver Sportverein aus dem Hamburger Stadtteil Barmbek. Seit 2001 betreibt der HRC auch eine Abteilung für Pétanque.

## Überblick
Der HRC hat nach eigenen Angaben rund 420 Mitglieder (Stand 2025). Die Spiele der ersten Herrenmannschaft in der 1. Rugby-Bundesliga (Gruppe Nord/Ost) finden in der Rugby-Arena an der Saarlandstraße in Hamburg-Winterhude statt, die Spiele der zweiten und dritten Mannschaften an der Saarlandstraße und am Barmwisch in Hamburg-Bramfeld. Das Vereinshaus ist in der Saarlandstraße.

## Geschichte
Der Hamburger Rugby-Club wurde am 6. Juni 1950 von dem Journalisten Emil Creydt gegründet. Nach der Gründung des HRC bekleidete Creydt ab 1953 das Amt des 1. Vorsitzenden des neu gegründeten Hamburger Rugby-Verbandes. Gründungsmitglieder waren neben dem HRC der FC St. Pauli, der Hamburger SV, die Sportvereinigung Polizei, Allgemeiner Sport Klub (ASK), Eimsbütteler Turn Verein (ETV), Altona 93, SV St. Georg, Fichte Langenhorn und der Uhlenhorster Hockeyclub. Emil Creydt war gleichzeitig über lange Jahre der zweite Vorsitzende des Deutschen Rugby-Verbandes.
Die 1950er-Jahre waren für den HRC besonders schwer. Als 1958 einige Vereinsmitglieder nach Querelen den HRC verließen und unter dem Namen Wandsbeker RC einen neuen Rugbyverein gründeten, stand der HRC vor dem Aus. Doch der Wandsbeker RC konnte sich nicht halten und wurde nach kurzer Zeit wieder aufgelöst. Es kamen nicht nur die „Abtrünnigen“ zurück zum HRC, sondern auch einige neue Spieler, sodass der HRC gestärkt aus der Krise kam und sich in den 1960er-Jahren endgültig in der Hamburger Rugbyszene etablieren konnte.
Dennoch wäre 1969 wegen sinkender Mitgliederzahlen beinah das Ende des HRC beschlossen worden. In einer außerordentlichen Mitgliederversammlung beantragten einige Mitglieder des Vereinsvorstands die Auflösung des HRC, um sich dem SC Urania Hamburg anzuschließen. Doch die aktiven Spieler stemmten sich erfolgreich gegen diesen Plan und auch diese Krisensituation stärkte letztlich den Zusammenhalt im Verein.
Der März 1975 war ein Wendepunkt in der Geschichte des HRC. Gründer Emil Creydt verstarb am 20. März im Alter von 74 Jahren. Im gleichen Monat bezog der HRC sein neues Vereinshaus in Barmbek-Süd. Der sportliche Durchbruch gelang in der Saison 1981/82. Verstärkt durch ehemalige Bundesligaspieler gewann der HRC zum ersten Mal sein eigenes Siebenerturnier und wurde zudem Hamburger Meister. Die Mitgliederzahl wuchs 1984 auf 138 an. 1986 folgte dann die zweite Hamburger Meisterschaft. Daneben gab es internationale Begegnungen auf Reisen nach Frankreich, Portugal, Dänemark und in die damalige Tschechoslowakei.
Sportlich kam der Verein 1989 im deutschen Rugby-Pokal bis ins Halbfinale und 1991 sowie 1992 ins Viertelfinale. Zudem nahm der HRC an der Qualifikation zur 1. Rugby-Bundesliga teil. Die neu formierte Nordpokalliga konnte der HRC 1994 und 1995 gewinnen. Danach folgte der Abstieg in die Regionalliga. Ab Ende der 1990er Jahre spielte der HRC die Qualifikation zur 2. Rugby-Bundesliga. Seit 1998 spielte der HRC in der zweithöchsten deutschen Rugby-Spielklasse, aus der das Team 2005 in die Regionalliga Nord abstieg, 2006 gelang der Wiederaufstieg in die 2. Rugby-Bundesliga Nord. Seit Anfang der 1990er Jahre konzentriert sich der Hamburger Rugby-Club zudem auf die Jugendarbeit, sodass heutzutage Jugendspieler in den Altersklassen von U6 bis U18 dem Verein angehören.
Im Zuge der Bundesligareform von 2012 wurde der Hamburger-Rugby-Club aufgrund seiner sportlichen Erfolge erstmals in die neu strukturierte 1. Bundesliga aufgenommen. Nach der Verpflichtung des ehemaligen U19-Nationaltrainers Carsten Segert konnte der Hamburger Rugby-Club bis in die Meisterrunde der 16 besten Mannschaften Deutschlands vorstoßen. Zur Saison 2020/21 übernahm der Engländer Gareth Jackson den Trainerposten. Der Argentinier Tomas Capurro löste ihn im Sommer 2023 ab. 
Die bekanntesten Spieler des HRC sind Lukas Hinds-Johnson, Spieler der deutschen Rugby-Union-Nationalmannschaft und nun für den RK 03 Berlin am Ball. Der ehemalige HRC-Akteur Ferdinand Richter spielte für die Espoirs von Stade Toulousain sowie für den französischen Club Blagnac SCR. Zusammen mit seinem jüngeren Bruder Valentin Richter (Ex-Kapitän des Hamburger RC) lief er für die Österreichische Rugby-Union-Nationalmannschaft auf. 

## Pétanque
Die Pétanque-Abteilung des Hamburger Rugby-Clubs wurde im Jahr 2001 gegründet, die Boule-Abteilung betreibt seit 2003 eine Boulehalle in der Langenhorner Chaussee 142. Die 1. Mannschaft war im Jahr 2007 Gründungsmitglied der Pétanque-Bundesliga. Der Verein stieg im Jahre 2010 wieder ab. Der Wiederaufstieg gelang 2013 mit erneutem Abstieg 2014. Aktuell hat der Verein drei Mannschaften in verschiedenen Ligen. Die erste Mannschaft spielt in der Oberliga B des Pétanqueverband Nord. Einzelne Spieler des Vereins wurden Landesmeister und Deutsche Meister in ihrer Sportart.